# エミール・デュ・ボア＝レーモン
エミール・ハインリヒ・デュ・ボア＝レーモン（Emil Heinrich du Bois-Reymond, 1818年11月7日 - 1896年12月26日）は19世紀のドイツの医師、生理学者。「エミール」が名前、「デュ・ボア＝レーモン」が姓である。動物筋肉中での活動電位の研究を行い、電気生理学の基礎を築いた人物の一人。ベルリン大学生理学教室教授。
科学的研究と並び、生涯最後の20年間は科学史、芸術、哲学などの広く一般の問題についても論じた。彼が行ったそうした議論の中でも最もよく知られているのは、人間が持ちうる世界認識の限界についての議論（『自然認識の限界について』）である。

## 経歴
ベルリンで生まれる。父親のフェリックス・アンリ・デュ・ボア＝レーモンはスイスのヌーシャテル州出身で、スイスで時計職人をしていたが、1804年にベルリンに移動し、しばらく後に公務員となり役所に勤めた。母のミヌエット・アンリは、かつてフランスを追われたユグノーの末裔。レーモンには兄弟2人、姉妹4人がいる。数学者として有名なパウル・デュ・ボア＝レーモンは弟。家庭ではドイツ語とともに、フランス語も多く話されていた。
ベルリンにあるフランス語ギムナジウムで教育を受ける。19歳でギムナジウムを終え、ボンの大学に進む。当初はこれといった志望分野がなく、様々な分野の講義を手広く受講していた。その後、ベルリン大学の生理学者ヨハネス・ミュラーの元で助手をしていたエズアルト・ハルマンと知り合い、医学の道に進むことを決める。ハルマンの仲介でミュラーと知りあい、1840年にミュラーの助手となる。
1843年に学位を得、1846年、ベルリン大学に私講師として就職。
1858年、師であるミュラーが死去。ミュラーのベルリン大学でのポストが解剖学教室と生理学教室の二つに分離される。解剖学教室がK・B・ライヒャルト（K.B. Reichert, 1811年 - 1883年）に、生理学教室がレーモンに引き継がれる。レーモンは終身このベルリン大学生理学教室教授のポストにいた。
1867年から1870年と1882年から1883年の二度にわたってベルリン大学総長を務める。1847年から1878年の間、自身が創設メンバーの一人であったベルリン物理学会（現ドイツ物理学会）の会長を務めた。1892年ヘルムホルツ・メダル受賞。1896年に血管硬変症によりベルリンで没。

## 電気生理学
師・ミュラーの助手として、動物の筋肉中での電気現象の研究を始めた。筋肉の活動に伴う電気的現象を研究、電気生理学を科学の一分野として確立する基礎を築いた。1850年、ガルバノ・メーター（電流計）を研究に採用、また電磁誘導を用いた刺激実験も行った。

## 自然認識の限界
レーモンは『自然認識の限界について』および『宇宙の七つの謎』において、人間が持つ自然認識の限界、簡単に言えば人間が持ちうる科学的な知識の限界について論じた。レーモンの立場は「我々は知らない、そして永遠に知ることはないだろう」（イグノラムス・イグノラビムス、Ignoramus et ignorabimus）という標語に縮約される。
科学者は多くの問題について「我々は知らない」（イグノラムス、Ignoramus）ということ、つまり現時点において未解明の問題があることを認める。しかしどんな未解決の問題もいつかは解決される日が来るだろう、と多くの科学者は密かな期待を持つ。この点についてレーモンは、ある種の問題に関しては「我々がその答えを知る日は永遠に来ないであろう」（イグノラビムス、ignorabimus）ということを主張した。

## 著作
- 坂田徳男 訳『自然認識の限界』生田書店、1924年11月29日。NDLJP:908105。
- 坂田徳男 訳『自然認識の限界について・宇宙の七つの謎』岩波書店〈岩波文庫 青923-1〉、1928年3月10日。ISBN 978-4-00-339231-7。
- エミール・H・デュ・ボア＝レーモン、坂田徳男『生命と思索　生理学者レーモンの謎』医歯薬出版、1980年。

## 脚註
1. ↑  デュ・ボア＝レーモン 1928, pp. 8–9
2. ↑  デュ・ボア＝レーモン 1928, pp. 5–15
3. 1 2  Pearce, J M (2001)